# Molgramostim
Molgramostim là một yếu tố kích thích đại thực bào bạch cầu hạt tái tổ hợp có chức năng như một chất kích thích miễn dịch.